# Чухлемське сільське поселення
Чухле́мське сільське поселення (рос. Чухлэмское сельское поселение) — муніципальне утворення у складі Сисольського району Республіки Комі, Росія. Адміністративний центр — село Чухлем.

## Населення
Населення — 547 осіб (2017, 604 у 2010, 930 у 2002, 1159 у 1989).

## Склад
До складу поселення входять такі населені пункти:
| Населений пункт         | Населення, осіб (1989) | Населення, осіб (2002) | Населення, осіб (2010) |
| ----------------------- | ---------------------- | ---------------------- | ---------------------- |
| Дав, присілок           | 43                     | 29                     | 25                     |
| Йольбаза, селище        | 378                    | 282                    | 167                    |
| Ключ, присілок          | 75                     | 79                     | 54                     |
| Старий Чухлем, присілок | 65                     | 47                     | 27                     |
| Чухлем, село            | 531                    | 400                    | 261                    |
| Ягдор, присілок         | 67                     | 93                     | 67                     |